# María Teresa Pulido Fernández
María Teresa Pulido Fernández (Maó, Illes Balears, 1 d'octubre de 1974) és una atleta menorquina que fou campiona d'Espanya de Marató el 2007.
Pertany al club Canal de Isabel II de Madrid i viu i entrena a Canet de Mar. El 2009 es proclamà campiona de Catalunya dels 10 quilòmetres en ruta i el 2010, campiona de Catalunya de mitja marató. També ha guanyat altres curses de fons. Té com a millor marca personal de marató 2h31:56.